# Distrikt Grocio Prado
Der Distrikt Grocio Prado liegt in der Provinz Chincha der Region Ica im Südwesten von Peru. Der Distrikt wurde am 7. Dezember 1944 gegründet. Benannt wurde er nach José Santos Grocio Prado Linares (1857–1880), einem aus Chincha stammenden Militär, der für die Unabhängigkeit Kubas und der Philippinen kämpfte und schließlich in der Schlacht von Alto de la Alianza bei Tacna fiel. Der Distrikt hat eine Fläche von 190,53 km² (nach anderen Quellen: 178 km²). Beim Zensus 2017 lebten 25.294 Einwohner im Distrikt. Im Jahr 1993 lag die Einwohnerzahl bei 14.674, im Jahr 2007 bei 20.621. Die Distriktverwaltung befindet sich in der 93 m hoch gelegenen Stadt San Pedro mit 24.051 Einwohnern (Stand 2017). San Pedro befindet sich im Nordwesten des Ballungsraums der Provinzhauptstadt Chincha Alta, knapp 3,5 km von deren Stadtzentrum entfernt.

## Geographische Lage
Der Distrikt Grocio Prado liegt im äußersten Nordwesten der Provinz Chincha. Der Distrikt besitzt eine 11 km lange Küstenlinie am Pazifischen Ozean und reicht 20 km ins Landesinnere. Im Norden herrscht Wüstenvegetation. Im Süden wird zum Teil bewässerte Landwirtschaft betrieben. Der Siedlungsbereich des Distrikts liegt im äußersten Süden. Die Nationalstraße 1S (Panamericana) durchquert den Distrikt in Küstennähe.
Der Distrikt Grocio Prado grenzt im Nordwesten an den Distrikt San Vicente de Cañete (Provinz Cañete), im Nordosten an den Distrikt Pueblo Nuevo sowie im Süden an die Distrikte Chincha Alta, Sunampe und Tambo de Mora.